# 拉德纳克
拉德纳克（法語：Radenac，法語發音：[ʁadnak]）是法国莫尔比昂省的一个市镇，属于蓬蒂维区。

## 地理
拉德纳克（47°57'46"N, 2°42'45"W）面积21.65 平方千米，位于法国布列塔尼大區莫尔比昂省，该省份为法国西北部沿海省份，位于布列塔尼半岛南部，北起阿摩尔滨海省、西接菲尼斯泰尔省，南濒大西洋，东南接大西洋卢瓦尔省，东临伊勒-维莱讷省。
与拉德纳克接壤的市镇（或旧市镇、城区）包括：普勒格里费特、朗蒂亚克、比莱翁、圣阿卢埃斯特尔、莫雷阿克、雷吉尼。

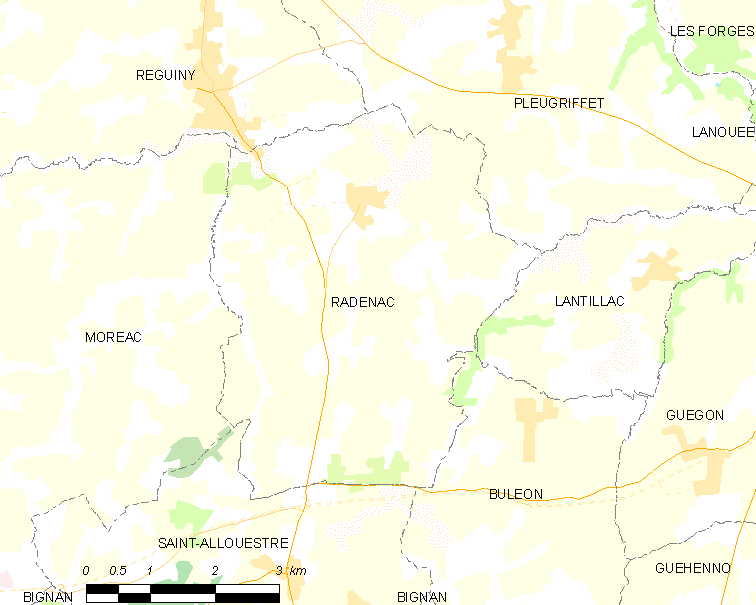
拉德纳克的OSM定位图

拉德纳克的时区为UTC+01:00、UTC+02:00（夏令时）。

## 行政
拉德纳克的邮政编码为56500，INSEE市镇编码为56189。

## 政治
拉德纳克所属的省级选区为格朗尚县。

## 人口

1962-2008年间拉德纳克人口变化图示

拉德纳克于2022年1月1日时的人口数量为1067人。